# Ceratocrania macra
Ceratocrania macra es una especie de mantis de la familia Mantidae. Es el único miembro del género monotípico Ceratocrania.

## Distribución geográfica
Se encuentra en Java, Borneo y Sumatra.